# فلیکس دافائوسه
فلیکس دافائوسه (اسپانیایی: Félix Dafauce‎؛ ‏ ۱۳ نوامبر ۱۸۹۶ – ۵ اکتبر ۱۹۹۰) بازیگر اهل اسپانیا بود.
از فیلم‌ها یا برنامه‌های تلویزیونی که وی در آن نقش داشته است، می‌توان به دایه عزیز، ۵۵ روز در پکن، وقتی فرشتگان می‌خوابند، بعد از ظهر گاوها و ابله تمام‌عیار اشاره کرد.